# Cratere Arago (Luna)

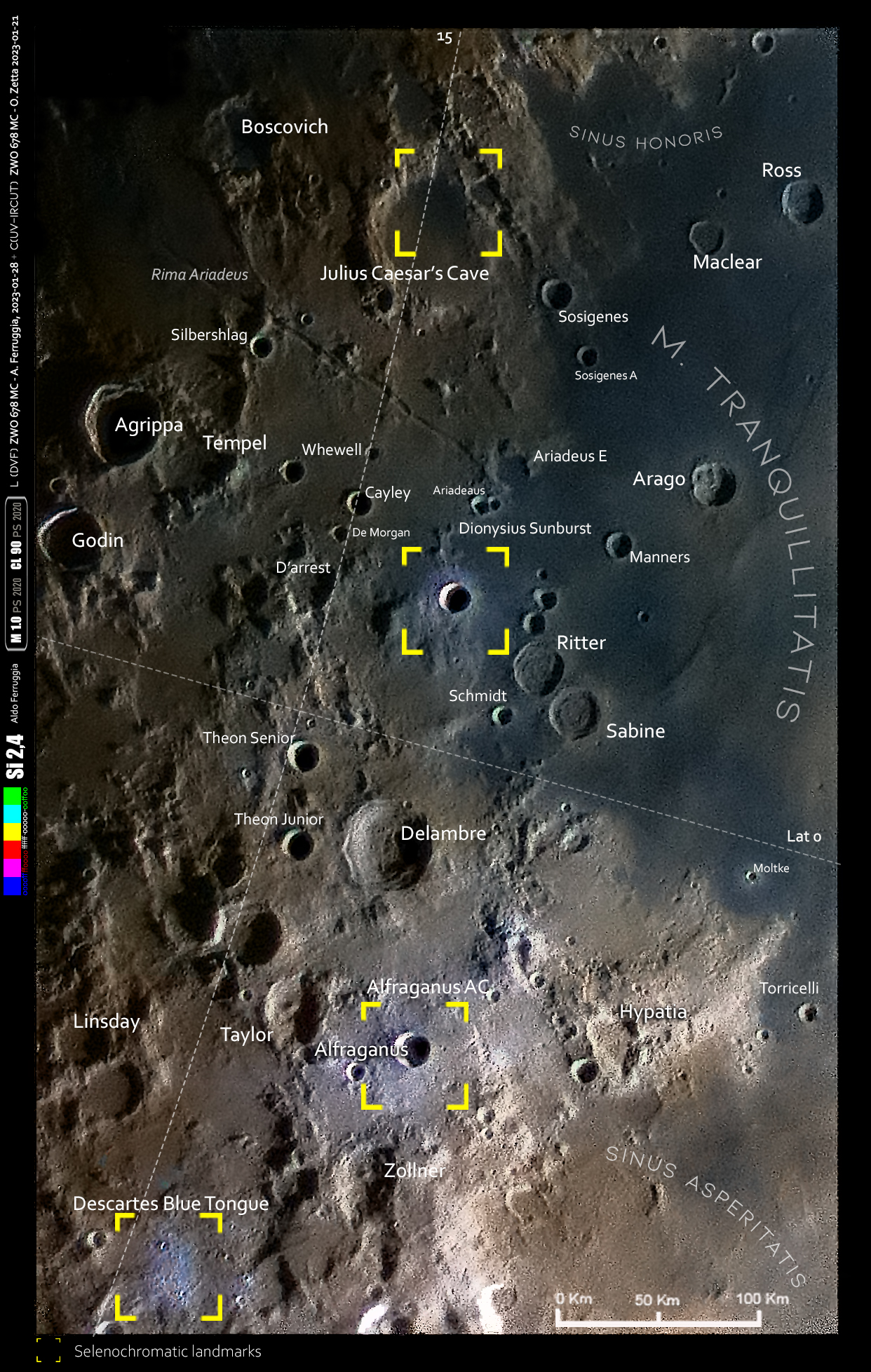
Il cratere (a destra) con le strutture vicine in una Immagine Selenocromatica(Si)

Arago è un cratere lunare di 25,51 km situato nella parte nord-orientale della faccia visibile della Luna.
Il cratere è dedicato all'astronomo francese François Arago.

## Crateri correlati
Alcuni crateri minori situati in prossimità di Arago sono convenzionalmente identificati, sulle mappe lunari, attraverso una lettera associata al nome.
| Arago | Coordinate           | Diametro (in km) |
| ----- | -------------------- | ---------------- |
| B     | 3°25′48″N 20°49′12″E | 6,9              |
| C     | 3°53′24″N 21°28′48″E | 3,03             |
| D     | 6°54′36″N 22°23′24″E | 3,95             |
| E     | 8°30′36″N 22°42′36″E | 6,28             |